# Eliza Lamer-Zarawska
Eliza Maria Lamer-Zarawska (ur. 10 lutego 1935, zm. 26 października 2015) – polska farmaceutka, profesor zwyczajna farmakognozji, nauczycielka akademicka Akademii Medycznej we Wrocławiu.

## Życiorys
Córka Józefa Lamera, pierwszego dyrektora Lotniczych Zakładów Naukowych we Wrocławiu. W 1952 ukończyła III LO we Wrocławiu.
Od 1981 do przejścia na emeryturę w 2005 była kierownikiem Katedry Biologii i Botaniki Farmaceutycznej Akademii Medycznej we Wrocławiu. Od 1987 do 1993 prodziekan Wydziału Farmaceutycznego AM we Wrocławiu. Tytuł naukowy profesora nauk farmaceutycznych został jej nadany w 1992. 
Członkini Komisji Leku Naturalnego i Biotechnologii w Komitecie Nauk o Leku PAN. Autorka lub współautorka około 200 publikacji dotyczących ziołolecznictwa i kosmetyki naturalnej. Zajmowała się badaniem substancji czynnych w roślinach leczniczych tradycyjnej medycyny chińskiej i japońskiej Kampo. Autorka patentów i wniosków racjonalizatorskich. 
Odznaczona m.in. Krzyżem Oficerskim Orderu Odrodzenia Polski (2005). Pochowana w Kurowicach.

## Wybrane publikacje
- Rośliny lecznicze stosowane u dzieci (wraz z W. Olechnowicz-Stępień), PZWL, Warszawa 1992, ISBN 83-200-1594-4
- Zioła dla dzieci czyli Jak wychować zdrowo dziecko, Wydawnictwo „Astrum”, Wrocław 1995, ISBN 83-86385-50-2
- Zioła dla młodzieży; recenzja nauk. Jana Pellara, Wydawnictwo „Astrum”, Wrocław 1996, ISBN 83-86385-70-7
- Owoce egzotyczne, Wydawnictwo „Astrum”, Wrocław 2000, ISBN 83-7249-057-0
- "Zioła i rośliny lecznicze", wyd. Media Lab s.c., Łódź 2015, ISBN 83-922348-1-2
- ponadto autorka około 200 prac naukowych i przeglądowych oraz 8 książek popularnonaukowych z zakresu ziołolecznictwa[7][4][8]